# Максим (Папаяннис)
Митрополи́т Макси́м (греч. Μητροπολίτης Μάξιμος, в миру Васи́лиос Папая́ннис греч. Βασίλειος Παπαγιάννης; род. 22 декабря 1968, Леверкузен, Германия) — епископ Элладской православной церкви (формально также Константинопольской православной церкви), митрополит Яннинский (с 2014).

## Биография
Родился 22 декабря 1968 года в Леверкузене, в Германии.
Окончил богословский институт Афинского университета (степень бакалавра богословия) и в 1988 году вернулся в Германию, в греческий приход в Штутгарте, где принимал участие в различных социальных и адаптационных программах для переселенцев. Обучался также с Страсбургском университете, специализируясь в церковной истории и педагогике. В 1992 году был рукоположен в сан пресвитера.
В 2008 году вернулся в Грецию, где занял должность проповедника в Афинской архиепископии, а с 2009 года — священнослужителя церкви Святого Пантелеимона на улице Ахарнон в Афинах.
В 2011 году архиепископом Афинским Иеронимом назначен на должность протосинкелла в Афинах.
25 июня 2014 года решением Священного синода иерархии Элладской православной церкви был избран для рукоположения в сан митрополита Яннинского. 28 июня 2014 года в храме Святого Пантелеимона состоялась его архиерейская хиротония.